# Дикая природа (фильм)
«Дикая природа» (Другое название — «Бегущие на волю») — кинофильм.

## Сюжет
Телевизионная журналистка отправляется в Африку, чтобы сделать репортаж о натуралисте и кинодокументалисте Джоне Варти. Она надеется, что репортаж будет интересен зрителям, поскольку главный герой уже несколько лет следит за семьёй леопардов. Однако всё идёт не так, как запланировано, когда один из служащих пытается помешать съёмкам, а глава семейства леопардов (самка) внезапно погибает.

## В ролях
- Брук Шилдс
- Мартин Шин
- Дэвид Кит
- Дейл Дикки
- Рени Эстевез

## Съёмочная группа
- Режиссёр: Дункан МакЛахлан
- Продюсер: Андреа Бак, Дункан МакЛахлан
- Сценарист: Андреа Бак, Дункан МакЛахлан
- Композитор: Грант МакЛахлан

## Награды
- Santa Clarita International Film Festival
  - 1995 — победа в номинации «Лучший художественный фильм»